# UFO 1 (album)
UFO 1 je debutové album britské rockové hudební skupiny UFO. Ve Spojeném království ho jako první vydala společnost Beacon Records v říjnu 1970. Ve spojených státech ho vydala společnost Rare Earth Records v dubnu 1971. Ani jedno z těchto vydání se neumístilo v žebříčcích. ačkoliv album se stalo úspěšným v Německu a Japonsku.
Album bylo znovu vydáno pod titulem Unidentified Flying Object doplněné o čtyři skladby z druhého alba skupiny. Toto vydání na obalu nesprávně zobrazuje fotografii skupiny z 80. let.
Album též bylo znovu vydáno na kompilaci Flying, The Early Years, společně s ostatními skladbami z doby před příchodem Schenkera.

## Seznam skladeb
Autory všech skladeb jsou Pete Way, Phil Mogg, Andy Parker a Mick Bolton, pokud není uvedeno jinak.
1. „Unidentified Flying Object“ (Pete Way, Mogg) – 2:19
2. „Boogie for George“ – 4:16
3. „C'mon Everybody“ (Eddie Cochran, Jerry Capehart) – 3:12
4. „Shake It About“ – 3:47
5. „Rock Bottom“ – 6:32
6. „Come Away Melinda“ (Fred Hellerman, Fran Minkoff) – 5:04

- "Unidentified Flying Object" je instrumentální skladba.
- "Boogie for George" název byl na CD vydání v roce 1994 u Repertoire Records zkrácen na "Boogie").

## Obsazení
- Phil Mogg – zpěv
- Mick Bolton – kytara
- Pete Way – baskytara
- Andy Parker – bicí